# Rivière Pansipit

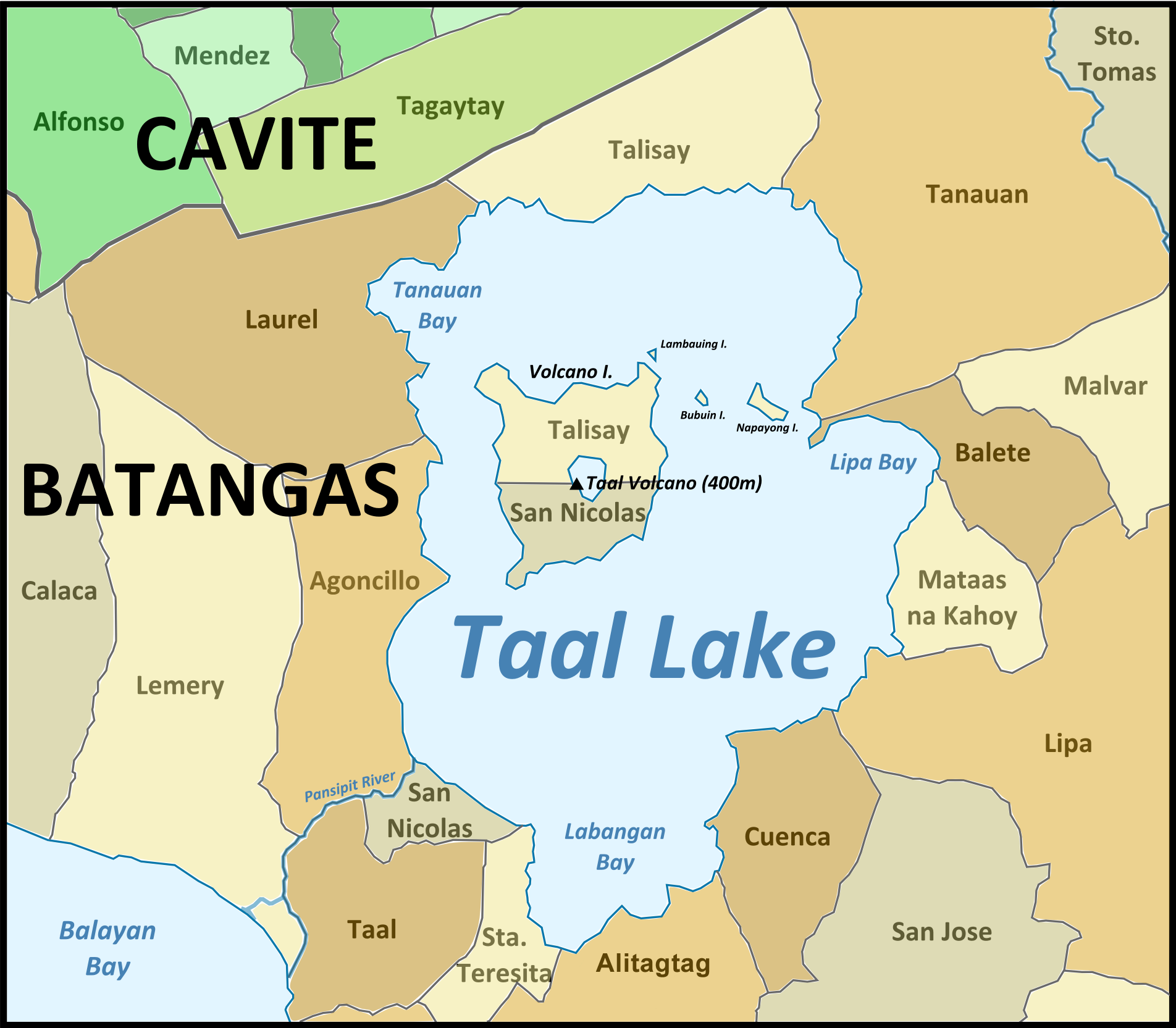
Carte du lac Taal et de la rivière Pansipit avec les villes séparées par la rivière.

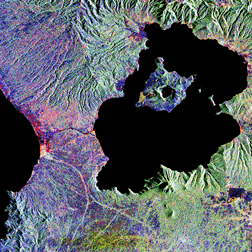
Image satellite du lac Taal avec la Pansipit à gauche.

La rivière Pansipit est une courte rivière de la province de Batangas aux Philippines. La rivière est le seul exutoire de drainage du lac Taal, qui se jette dans la baie de  Balayan. La rivière s'étend sur approximativement 9 kilomètres, passant par les municipalités d'Agoncillo, Lemery, San Nicolas et Taal, servant ainsi de frontière entre les communautés. Son entrée depuis le lac Taal est très étroite[réf. nécessaire].

## Étymologie
La rivière Pansipit était connue sous le nom de rivière Taa-lan. Cette dernière et la municipalité de Taal doivent leur nom à l'arbre éponyme, qui pousse le long de la rivière, autrefois rive du lac Bombon (maintenant connu sous le nom de lac Taal).

## Histoire
Avant les éruptions du volcan Taal au XVIIIe siècle, la rivière Pansipit était un canal navigable reliant le lac Taal à la baie de Balayan. Les voiliers et les jonques chinoises entraient librement dans le lac pour visiter la ville de Taal et d'autres agglomérations le long de ses rives. L'eau du lac était alors salée. En 1754, après la fin de l'éruption la plus violente du volcan Taal, l'embouchure de la rivière fut bloquée par des pierres volcaniques, ce qui finit par élever le niveau du lac. Une nouvelle rivière plus étroite s'est ainsi formée à partir de la couche d'éjectas du volcan. La source actuelle de la rivière sur le lac est peut-être de 500 mètres au nord de l'ancienne entrée avec le nouveau chenal rejoignant l'ancien chenal à environ 1 à 2 kilomètres dans la vallée de la rivière. Le changement d'altitude du lac a également empêché l'eau de mer de s'écouler dans le lac, le transformant ainsi en lac d'eau douce. Son écosystème marin a évolué et s'est adaptée à la vie en eau douce.

## Écologie
La rivière étant le seul exutoire de drainage, le Pansipit partage une grande partie de la biote trouvée dans le lac. Une souche spécifique vivant dans l'eau douce du lac, carangidae Caranx ignobilis, est connue pour effectuer des migrations annuelles à travers la rivière. Communément appelée « carangue à grosse tête » et localement maliputo, cette espèce est particulièrement remarquable pour habiter les eaux douces du fleuve puisque l'espèce elle-même est généralement associée aux récifs coralliens. À une certaine époque, plus de 80 espèces différentes de poissons peuplaient les eaux de la rivière, comme canal migratoire, ou bien en tant que résidence permanente. Parmi celles-ci se trouvait l'espèce aujourd'hui éteinte de requins taureaux (carcharhinus leucas) du lac Taal,.

## Protection
Le Pansipit est le seul exutoire du lac TAAL, regardé comme étant important pour le commerce; et possède en conséquence une riche histoire de gestion et de régulation de ses ressources aquatiques. En 1941, et pendant cinq ans, la pêche dans le cours et ses eaux environnantes fut formellement interdite par le Commonwealth des Philippines. Pendant l'occupation japonaise des Philippines lors de la Seconde Guerre mondiale, les droits exclusifs sur la rivière pour l'aquaculture ont été loués à Santiago Banaag. À ce moment, le contrat autorisait un seul enclos à poissons au maximum, et la structure ne devait entraver que les deux tiers de la largeur de la rivière, laissant le tiers restant à la « libre navigation et à la migration des poissons ». Après la guerre, en 1949, le contrat fut résilié et les droits de pêche revinrent aux villes de Taal et de Lemery,.
Depuis lors, l'érection de cages à poissons constitue un problème important pour le maintien de la faune et la flore de la rivière. Ces dernières, qui s’étendent souvent sur toute la largeur du cours d'eau, bloquent physiquement les voies migratoires naturelles des espèces de poissons se déplaçant entre le lac et la mer. La présence de ces structures en bois entrave et perturbe également les courants naturels de la rivière, ralentissant le débit de l'eau et créant des zones stagnantes en son sein. Au fil des années, de nombreuses mesures ont été mises en place pour essayer de freiner le nombre croissant de cages à poissons illégales dans le cours d'eau. En 1996, les cages à poissons et autres éléments d'aquaculture de la rivière (et du lac adjacent) ont été ordonnés par un décret exécutif officiel. Certaines des raisons invoquées faisaient référence à la pollution de la rivière causée par les effluents des parcs à poissons. On a également cité le fait que ces structures entravaient physiquement la progression des poissons indigènes migrant vers l'amont et l'aval de la rivière. Le statut de zone protégée a été accordé à la rivière avec la promulgation de la loi sur le Système national intégré de zones protégées (NIPAS) en 1996. En 2002, un nombre record de 623 cages à poissons furent recensées par un groupe de travail, engendrant une tentative de nettoyage de la rivière la même année, consistant en le démantèlement de l'intégralité de ces cages. Moins d'une décennie plus tard, en 2007, un nombre important de cages supplémentaires avaient été reconstruites sur toute la longueur du fleuve. Cette situation culmina avec la dernière opération de nettoyage de la rivière, menée mi-2008 par un groupe de travail spécial désigné à cet effet. Au total, 96 cages à poissons illégales ont été démantelées en juin 2008, leur nombre ayant déjà diminué par rapport à l'année précédente, où l'on en comptait plus de 150. En juillet 2008, il ne restait plus aucun enclos à poissons dans les eaux de la rivière,.